# Valencia (region)
 For alternative betydninger, se Valencia (flertydig). (Se også artikler, som begynder med Valencia)
Valenciaregionen (spansk: Comunidad Valenciana, valenciansk: Comunitat Valenciana) er en autonom region beliggende i det østlige Spanien, ved Middelhavskysten. Det består af provinserne Castellón (Castelló), Valencia (València) og Alicante (Alacant). Dens hovedstad og største by er Valencia.
Det grænser mod nordøst til Catalonien, mod nordvest til Aragonien, mod vest til Castilien-La Mancha og mod sydvest til Murcia. Mellem floderne Cenia og Segura har regionen en kystlinje på 513 kilometer og dækker 23.255 km² og havde i 2024 5,3 millioner indbyggere. Regeringen i Valencia kontrollerer også øerne Columbretes og Tabarca (samt nogle få mindre øer). Disse grænser markerer de historiske grænser for kongeriget Valencia.

## Historie
Valenciaregionens historie begynder i 1200-tallet. Da erobrede kong Jakob 1. (Jaume I) med aragonske styrker de muslimske taifariger Valencia og Denia og grundlagde kongeriget Valencia. Frem til 1707 var kongeriget Valencia underlagt den aragonske krone. Det første forsøg på at opnå selvstyre skete under den spanske borgerkrig.

## Flag og våben
Det officielle flag er det samme som er by-flag for València by, og kaldes Senyera.

## Byer i Valenciaregionen
- Valencia. 796.549 indbyggere. Hovedstad i provinsen med samme navn. Kendt for Fallas- festivalen, 19. marts hvert år.
- Alicante. 319.380 indbyggere. Hovedstad i provinsen med samme navn. Kendt for nougat eller turrón duro; også kendt for strandene Postiguet, San Juan de Alicante og Albufereta.
- Elche, 215.137 indbyggere. Kendt for palmeskoven, Misterio de Elche og La Dama de Elche.
- Castellón de la Plana, 167.455 indbyggere. Hovedstad i provinsen Castellón.
- Torrevieja, 84.348 indbyggere. Kendt by med stort antal turister.
- Gandía, bef. 77.943. Et andet vigtigt turiststed. Ligger på Costa del Azahar.
- Orihuela, 75.009 indbyggere. Kendt for sine paladser, kirker og katedral. Stor produktion af citrusfrugter foregår her.
- Benidorm,67.492. Et vigtigt turiststed. Kaldes også Beniyork for sine mange skyskrabere.
- Elda, 55,571 indbyggere. Skoproduktion og vin fra Vinalópo gør dette sted kendt.
- Villena, 34.000 indbyggere. Kendt for sko og vinproduktion. Mange kendte historiske monumenter.
- Jijona, 7.494 indbyggere. Kendt for Turrón de Jijona.
- Buñol, 9.835 indbyggere, specielt kendt for festivalen Tomatina, der afholdes sidste onsdag i august, hvor omkring 30-40.000 deltagere medvirker i verdens største tomatkamp